# スーリヤヴァルマン
スーリヤヴァルマン（サンスクリット語: सूर्यवर्मन्, ラテン文字転写: Sūryavarman, クメール語: សូយ៌្យវម៌្មទេវ, 生没年不詳）は、パーンドゥランガの国王（在位：1190年 - 1192年）、およびチャンパ王国（占城国）第12王朝の国王（在位：1192年 - 1203年）。初名はヴィディヤーナンダナー（サンスクリット語: विद्यानंदना, ラテン文字転写: Vidyānandana, クメール語: វិទ្យានន្ទន៍）。『大越史記全書』では布池（ベトナム語: Bố Trì）と記される。

## 生涯
元々はチャムの王族で、1182年にトゥムプラウク＝ヴィジャヤからクメールに身を寄せた。伝承によるとクメール王ジャヤーヴァルマン7世は、「運命の者」とされる33の印をヴィディヤーナンダナーが全て備えていることを見て取り、その資質を見出したとされる。ヴィディヤーナンダナーは科学的・軍事的な教育を受け、長じてジャヤーヴァルマン7世から将軍に任じられた。マリャンで起こった反乱の鎮圧をジャヤーヴァルマン7世から命じられて達成し、ユーヴァラージャの称号と多くの財宝を与えられた。1190年、チャンパ王ジャヤ・インドラヴァルマン4世がクメールに侵攻してきた。ジャヤーヴァルマン7世から軍の指揮を任されたヴィディヤーナンダナーはチャンパ軍を撃退した。勝ちに乗じたクメール軍は反攻し、チャンパの王都ヴィジャヤを占領した。ジャヤ・インドラヴァルマン4世を捕虜として、クメールの王都アンコールに連行した。
チャンパを征服したジャヤーヴァルマン7世はチャンパの国土を2つに分割し、義弟のインをヴィジャヤの王とした（スーリヤジャヤヴァルマン）。ヴィディヤーナンダナーはヴィジャヤの南にあるパーンドゥランガをジャヤーヴァルマン7世から与えられて王となり、スーリヤヴァルマンを称したが、ヴィジャヤ・パーンドゥランガともにクメールの傀儡であった。
1191年にヴィジャヤで政変が起こり、チャムの王族であったラシュパティがスーリヤジャヤヴァルマンをクメールに追放して、ジャヤ・インドラヴァルマン5世を称した。クメールの支配から脱することを目論んだスーリヤヴァルマンは翌1192年にヴィジャヤに侵攻し、ジャヤ・インドラヴァルマン5世およびクメールから解放されてヴィジャヤに戻り、復位を狙ったジャヤ・インドラヴァルマン4世を殺害してチャンパを再統一した。1194年にはジャヤーヴァルマン7世が派兵してきたクメール軍を撃退して地歩を固めた。
1198年、スーリヤヴァルマンは李朝大越に使者を送り、翌1199年10月に高宗より占城王に封じられた。1203年、スーリヤヴァルマンの叔父のダナパティ・グラーマがクメールに通じ、クメール軍が侵攻してきた。敗れたスーリヤヴァルマンは200艘余りの兵船で海上に脱出し、大越の機羅海口（現在のハティン省キーアイン市社）に逃れた。大越の殿指揮使知乂安州の杜清と州牧の范延はスーリヤヴァルマンを攻めようとしたが、企みが事前に漏れ、スーリヤヴァルマンは杜清・范延および乂安の兵200人余りを返り討ちにして、再び海上に逃亡しその後は行方不明となった。
チャンパはクメールに併合され、ダナパティ・グラーマがジャヤーヴァルマン7世から旧チャンパ区域の統治を任された。クメールによるチャンパ支配からの独立は、ジャヤーヴァルマン7世没後の1220年にジャヤ・パラメーシュヴァラヴァルマン2世によって成し遂げられることになる。

## 参考資料
- George Cœdès (May 1, 1968). The Indianized States of South-East Asia. University of Hawaii Press. ISBN 978-0824803681
- Bruce McFarland Lockhart; Kỳ Phương Trần (January 1, 2011). The Cham of Vietnam: History, Society and Art. National University of Singapore Press. ISBN 978-9971-69-459-3
- Geetesh Sharma (2010). Traces of Indian Culture in Vietnam. Rajkamal Prakashan. ISBN 978-8190540148
- Daniel George Edward Hall (1981/05/01). History of South-East Asia. Macmillan Press. ISBN 978-0333241639
- Peter Connolly; John Gillingham; John Lazenby (November 1, 1998). The Hutchinson Dictionary of Ancient and Medieval Warfare. Routledge. ISBN 978-1579581169
- 石井米雄、桜井由躬雄 編『東南アジア史 I 大陸部』山川出版社〈新版 世界各国史 5〉、1999年12月20日。ISBN 978-4634413504。
- レイ・タン・コイ（ベトナム語版） 著、石澤良昭 訳『東南アジア史』（増補新版）白水社〈文庫クセジュ〉、2000年4月30日。ISBN 978-4560058268。
- 土肥祐子「宋代南海貿易史の研究」関西大学 博士(文化交渉学)、34416乙第473号、2014年、doi:10.32286/00000242、NAID 500000938634。
- 桃木至朗「十-十五世紀ベトナム國家の「南」と「西」」『東洋史研究』第51巻第3号、京都大学東洋史研究会、1992年12月31日、464-497頁。
- 『大越史記全書』本紀巻之四 李紀 高宗皇帝

| 先代 （独立）                      | パーンドゥランガ王 1190年 - 1192年    | 次代 （チャンパと併合）     |
| 先代 ジャヤ・インドラヴァルマン5世 | チャンパ王 第12王朝： 1192年 - 1203年 | 次代 （クメールによる支配） |

| スタブアイコン | サブスタブ | この項目は、まだ閲覧者の調べものの参照としては役立たない、人物に関連した書きかけの項目です。この項目を加筆・訂正などしてくださる協力者を求めています（P:人物伝/PJ:人物伝）。 |